# جيل فيلنوف
جيل فيلنوف مواليد 18 يناير 1950 في سان جان سور ريشليو، كيبك، كندا، كان سائق فورملا 1 كندي سابق كان قد بدأ مسيرته الاحترافية عام 1977. كان أول سباق له هو سباق الجائزة الكبرى البريطاني 1977، حقق أول فوز له في سباق الجائزة الكبرى الكندي 1978. خاض خلال مسيرته 68 سباقاً، فاز في 6 منها.

## سباقات شارك فيها
- بطولة العالم للسيارات الرياضية

## بطولات حققها
- سباق الجائزة الكبرى الكندي 1978
- سباق الجائزة الكبرى الإسباني 1981

## روابط خارجية
- جيل فيلنوف على موقع Racing-Reference.info (الإنجليزية)
- جيل فيلنوف على موقع DriverDB.com (الإنجليزية)
- جيل فيلنوف على موقع قاعة كندا للمشاهير الرياضية (الإنجليزية)
- جيل فيلنوف على موقع قاعة كيبيك للمشاهير الرياضية (الفرنسية)